# Maurice Audibert
Pour les articles homonymes, voir Audibert.
Maurice Audibert, né le 8 septembre 1867 dans le quartier des Brotteaux à Lyon et mort le 21 juillet 1931 à Villeurbanne, est un industriel français à l'origine d'une usine de fabrication de voitures.

## Biographie

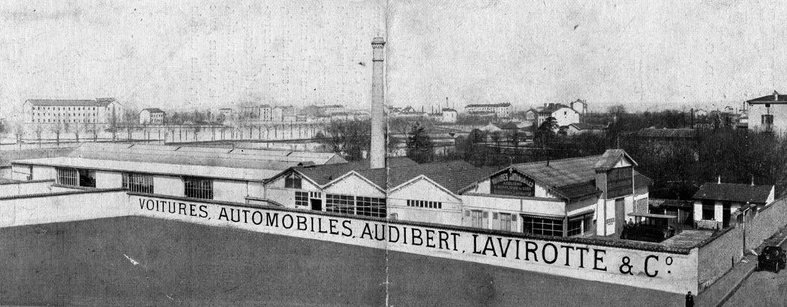
L'usine Audibert et Lavirotte en 1896 à Lyon Monplaisir.

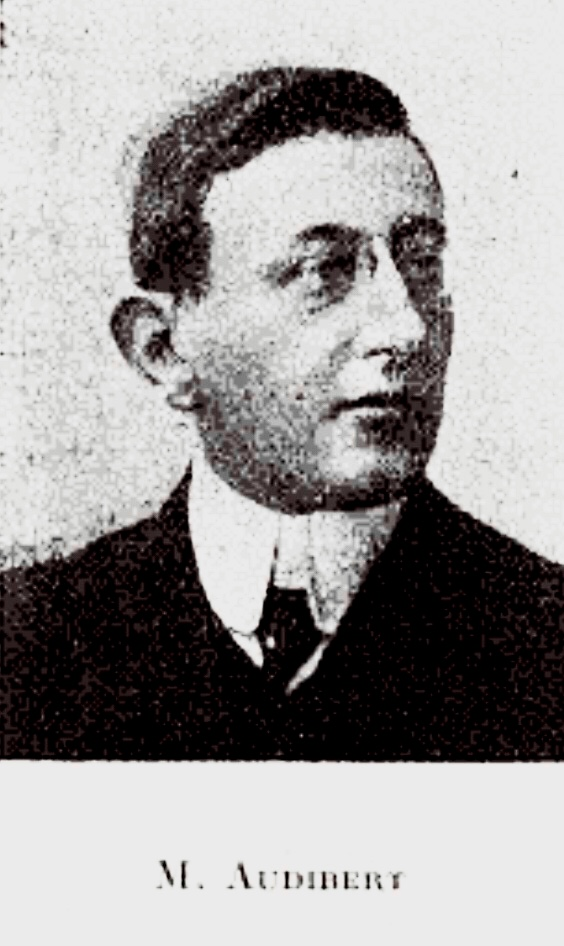
Maurice Audibert

Maurice Audibert est diplômé de l'école centrale de Lyon. En 1894, avec son ami Émile Lavirotte, issu du même quartier, ils créé à Lyon la société Audibert et Lavirotte, constructeur d'automobiles.
Leur entreprise est la première à Lyon à atteindre une taille industrielle. 250 à 300 voitures ont été fabriquées dans leurs ateliers situés dans le quartier de Monplaisir. Cependant, après huit années de succès et de croissance, le constructeur doit cesser ses activités pour cause d'insuffisance de capitaux propres.
À titre personnel avec ses modèles, Audibert remporte la course Lyon-La Verpillière-Lyon en 1901 (éliminatoires pour la Coupe du Sud-Est, une course de 100 kilomètres), et il termine déjà troisième de Lissieu-Mâcon-Lissieu en 1900 sur une 32HP (voiture la plus puissante de l'épreuve) au nord de Lyon lors d'une autre compétition de 100 kilomètres, sa marque obtenant aussi la deuxième place avec Pansu sur 16HP, derrière Michel Ollion (et madame) sur Peugeot 12CV. Audibert et Lavirotte participent chacun séparément à Nice-Salon-de-Provence-Nice en 1901, mais ils doivent abandonner.
Il subsiste trois voitures parfaitement restaurées de la marque Audibert et Lavirotte. L'une est conservée au Musée de l'automobile Henri-Malartre de Rochetaillée-sur-Saône près de Lyon, une autre appartient au Musée automobile de la Sarthe au Mans, et la troisième appartient à un collectionneur privé.
Par sa la suite, devenu directeur commercial de Rochet-Schneider, on retrouve Maurice Audibert aux côtés de l'ingénieur et astronome lyonnais Rodolphe Berthon, qui cherche à développer un procédé de film en couleur pour le cinématographe, le « kineidochrom », qui préfigure le procédé Keller-Dorian. Audibert poursuit ses propres recherches sur un procédé de film en couleurs naturelles jusqu'en 1931.

## Iconographie

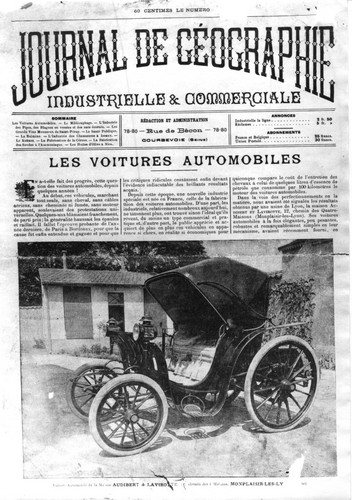
Le Journal de géographie, décembre 1896
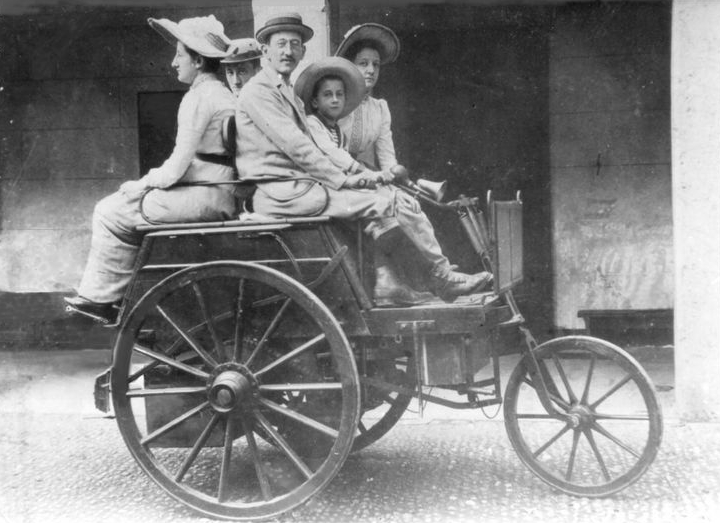
Audibert et Lavirotte 1894 : Tricycle à pétrole
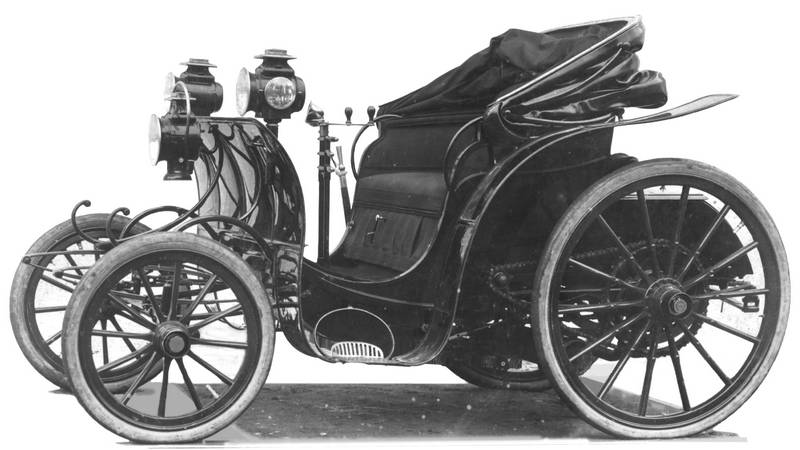
Audibert et Lavirotte 1896 : Duc 2 places
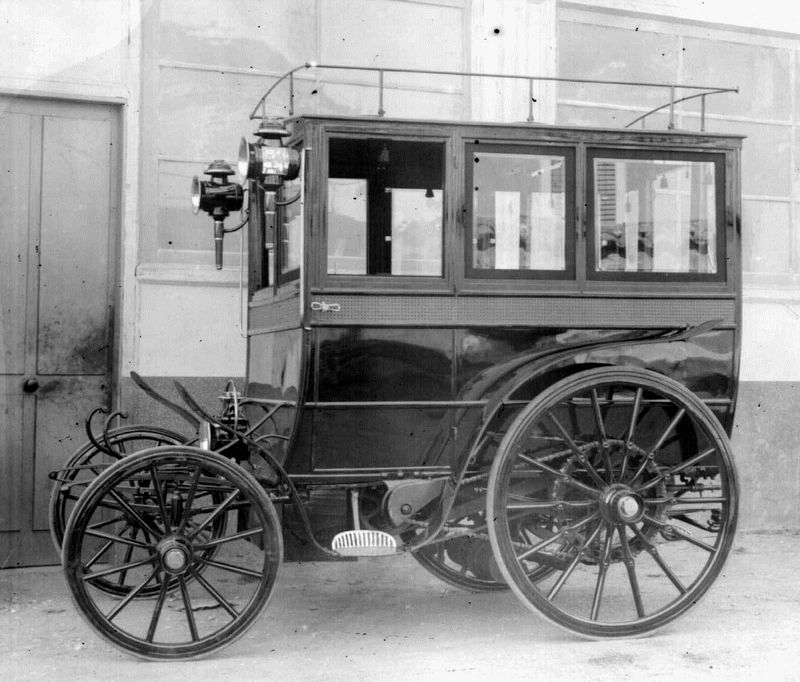
Audibert et Lavirotte 1896 : Berline de voyage
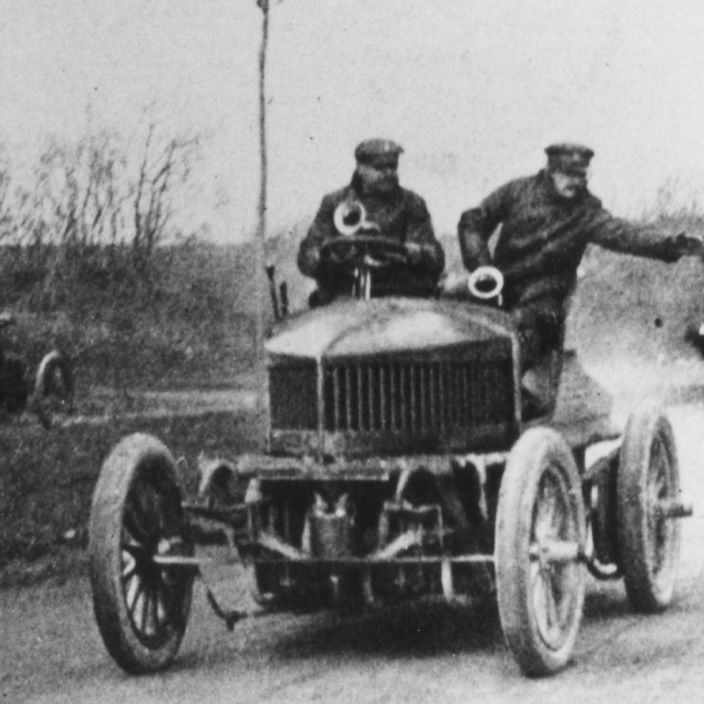
Audibert et Lavirotte 1901 : Voiture de course 30 cv